# Meaza Mohammed
Meaza Mohammed est une journaliste éthiopienne chevronnée et la fondatrice de Roha TV, une chaîne d'information indépendante basée sur YouTube. Elle informe sur les violences exercées sur les femmes et les enfants notamment dans le cadre du conflit qui règne dans son pays, dénonce les violations des droits de l'homme et traite des enlèvements.
Elle est arrêtée à plusieurs reprises et inculpée de multiples chefs d'accusation, notamment pour « diffusion de fausses rumeurs et de divulgation à l'ennemi de la position de l'armée sur le champ de bataille ». Malgré cela elle refuse de cesser ses reportages.
Le 8 mars 2023 elle se voit décerner le prix international de la femme de courage.